# 城西大学
城西大学（じょうさいだいがく、英語: Josai University）は、埼玉県坂戸市けやき台1-1に本部を置く日本の私立大学。
1918年創立、1965年大学設置。大学の略称は城西大（じょうさいだい）、城西（じょうさい）。

## 概観

### 大学全体
1918年に創立された城西実務学校を前身とする城西学園を母体に、水田三喜男と新藤富五郎が1965年設立。2018年時点、5学部8学科と別科を設置。語学教育には5学部を横断する語学教育センターを置いている。主たるキャンパスは埼玉県坂戸市の坂戸キャンパスで、東京都千代田区に数学科・大学院・短期大学部等が使用する東京紀尾井町キャンパスを置く。大学院と城西短期大学を併設する。城西国際大学は姉妹校。城西歯科大学（現明海大学）とは関係はない。

### 建学の精神
「学問による人間形成」

## 沿革
- 1965年 - 学校法人城西大学設立認可。城西大学開設（経済学部経済学科、理学部数学科、化学科）。坂戸キャンパス開設。
- 1969年 - 第一回卒業式。
- 1971年 - 経済学部に経営学科増設。
- 1973年 - 薬学部開設（薬学科、製薬学科）。
- 1977年 - 大学院薬学研究科薬学専攻（修士課程）開設。
- 1978年 - 大学院経済学研究科経済政策学専攻（修士課程）開設。
- 1979年 - 大学院薬学研究科薬学専攻（博士後期課程）開設。
- 1990年 - 別科（日本文化専修課程、日本語専修課程）開設。
- 1998年 - 大学院理学研究科数学専攻（修士課程）設置。大学院薬学研究科に医療薬学専攻修士課程増設。
- 2001年 - 薬学部に医療栄養学科増設。
- 2003年 - 大学院経営学研究科ビジネスイノベーション専攻（修士課程）設置。
- 2004年 - 経営学部開設（マネジメント総合学科）。大学院理学研究科に物質科学専攻（修士課程）増設。
- 2005年 - 東京紀尾井町キャンパス開設。大学院薬学研究科に医療栄養学専攻（修士課程）増設。
- 2006年 - 薬学教育6年制移行により、薬学科（6年制）、薬科学科（4年制）を開設（薬学科（4年制）、製薬学科（4年生）の学生募集停止）。現代政策学部開設（社会経済システム学科）。
- 2010年 - 薬学部4年制学科等卒業者を対象とした大学院薬学研究科薬科学専攻（博士前期課程）開設。
- 2012年 - 薬学部6年制学科卒業者（見込者を含む）を対象とした大学院薬学研究科薬学専攻（博士課程）を開設。薬学部4年制学科等卒業者（見込者を含む）を対象とした薬科学専攻に博士後期課程を増設。
- 2025年 - 理学部の東京紀尾井町キャンパスに情報数理学科（仮称）を開設予定。化学科から化学・生命科学科に名称変更予定。

## 基礎データ

### 所在地
- 坂戸キャンパス（埼玉県坂戸市）
- 法人本部：東京紀尾井町キャンパス（東京都千代田区）

## 教育および研究

### 組織

#### 学部
- 経済学部
  - 経済学科
- 現代政策学部
  - 社会経済システム学科
- 経営学部
  - マネジメント総合学科
- 理学部
  - 数学科
  - 化学・生命科学科
  - 情報数理学科
- 薬学部
  - 薬学科
  - 薬科学科
  - 医療栄養学科

#### 大学院
- 経済学研究科
  - 経済政策専攻（修士）
- 経営学研究科
  - ビジネス・イノベーション専攻（修士）
- 理学研究科
  - 数学専攻（修士）
  - 物質科学専攻（修士）
- 薬学研究科
  - 薬学専攻（博士）
  - 薬科学専攻（修士・博士）
  - 医療栄養学専攻（修士）

### 別科
- 日本語専修課程
- 日本文化専修課程

#### 附属機関
- 水田記念図書館
- 水田美術館（歌川広重、東洲斎写楽らの浮世絵200点を所蔵）[2]
- 情報科学研究センター
- 薬用植物園
- 機器分析センター
- 生命科学研究センター
- アイソトープセンター

## 各種の特色

### 教育・研究
- 薬学部
  - 薬学科では、薬剤師の国家試験受験資格を取得することができる。
  - 薬科学科には、化粧品に関する研究を行うことができる「薬粧品動態制御学研究室」「皮膚生理学研究室」がある。
  - 医療栄養学科では、管理栄養士の国家試験受験資格を取得することができるとともに、臨地・薬局実習がカリキュラムに組み込まれている。

### 大学行事
- 体育祭

6月に、総合グランドで体育祭実行委員会の主催により行われ、ほとんどの上部団体や公認団体が出場する。
- 高麗祭（こまさい）

11月に行われる学園祭の名称。「高麗」とは大学南側を流れる高麗川から取ったものである。著名人の講演会やコンサートの他、正門付近にモニュメントが建てられる。大学同窓会支部や後援会による、日本の物産販売が実施される。また、水田美術館の所蔵品（初代理事長・水田三喜男の浮世絵コレクション）が公開される。水田美術館の所蔵品公開は、入学式や卒業式でも行われる。

### 学歌・応援歌
大学には、学歌と応援歌がある。
- 城西大学学歌 - 作詞:草野心平 作曲:小山清茂[3]
- 城西大学応援歌 - 作詞:城西大学同窓会 作曲:山本直純 編曲:高沢智昌[4]

### 部活動・クラブ活動・サークル活動
公認団体として、上部団体に各委員会、各学生会（生徒会の様な団体）、體育會本部（体育会本部）、文化部連合会、学術団体協議会などが所属し、中央委員会が全学生団体の取りまとめを行っている。体育会系の部は體育會本部に、文化部系の部は文化部連合会に、各学生会は学術団体協議会にそれぞれ所属する形となっている。
- 上部団体・学術団体に所属する団体
  - 中央委員会
  - 文化部連合会
  - 體育會本部
  - 学術団体協議会
  - 経済学部ゼミナール連合会
  - 理学部化学会
  - 薬学部薬学会
  - 理学部数学会
  - 短大会
  - 経営学部学生会
  - 現代政策学部学生会
  - 高麗祭実行委員会
  - 広報委員会
  - 卒業アルバム編集委員会
  - 体育祭実行委員会
  - 生活委員会
  - 全學應援團リーダー部
  - 全學応援團チアリーダー部

### スポーツ
- 野球部は、首都大学野球リーグ優勝3回、明治神宮野球大会準優勝1回（2001年）[5]の実績を誇っている。

- 女子駅伝部は、全日本大学女子駅伝対校選手権大会において優勝2回（準優勝3回）、全日本大学女子選抜駅伝競走大会において、準優勝2回の実績がある[要出典]。

- 男子駅伝部は2001年創部。東京箱根間往復大学駅伝競走（箱根駅伝）に2004年の初出場から2016年まで13年連続出場[6]。2006年から2008年まで3年連続で11位でシード権を逃し、2009年は第8区にて途中棄権。2010年は総合6位に入り初のシード権を獲得した。2011年は大会史上最小3秒差で4度目の11位となりシード権を逃した[7]。2014年は箱根駅伝こそ総合19位に終わったものの、エースの村山紘太が日本選手権で2位に入賞し、アジア大会の日本代表に選出。日本人トップの5位入賞を果たす[8]。2016年は総合12位に終わりシード権を逃すと、2017年の第93回大会は予選会で12位に終わったため上位10チームが得られる本戦出場権を逃し、連続出場は13年で途絶えることとなった[9]。2018年の第94回大会は復活出場を果たして総合第7位となり、シード権を獲得している。2024年の第100回大会では5区で「山の妖精」の異名をとった山本唯翔が2年連続の区間新記録を打ち立て、その勢いのまま初の3位表彰台に上った。2025年現在、19回出場を果たしている。

- 弓道部は、全日本学生弓道選手権大会において、準優勝3回の実績がある[要出典]。

- サッカー部

## 施設

### キャンパス

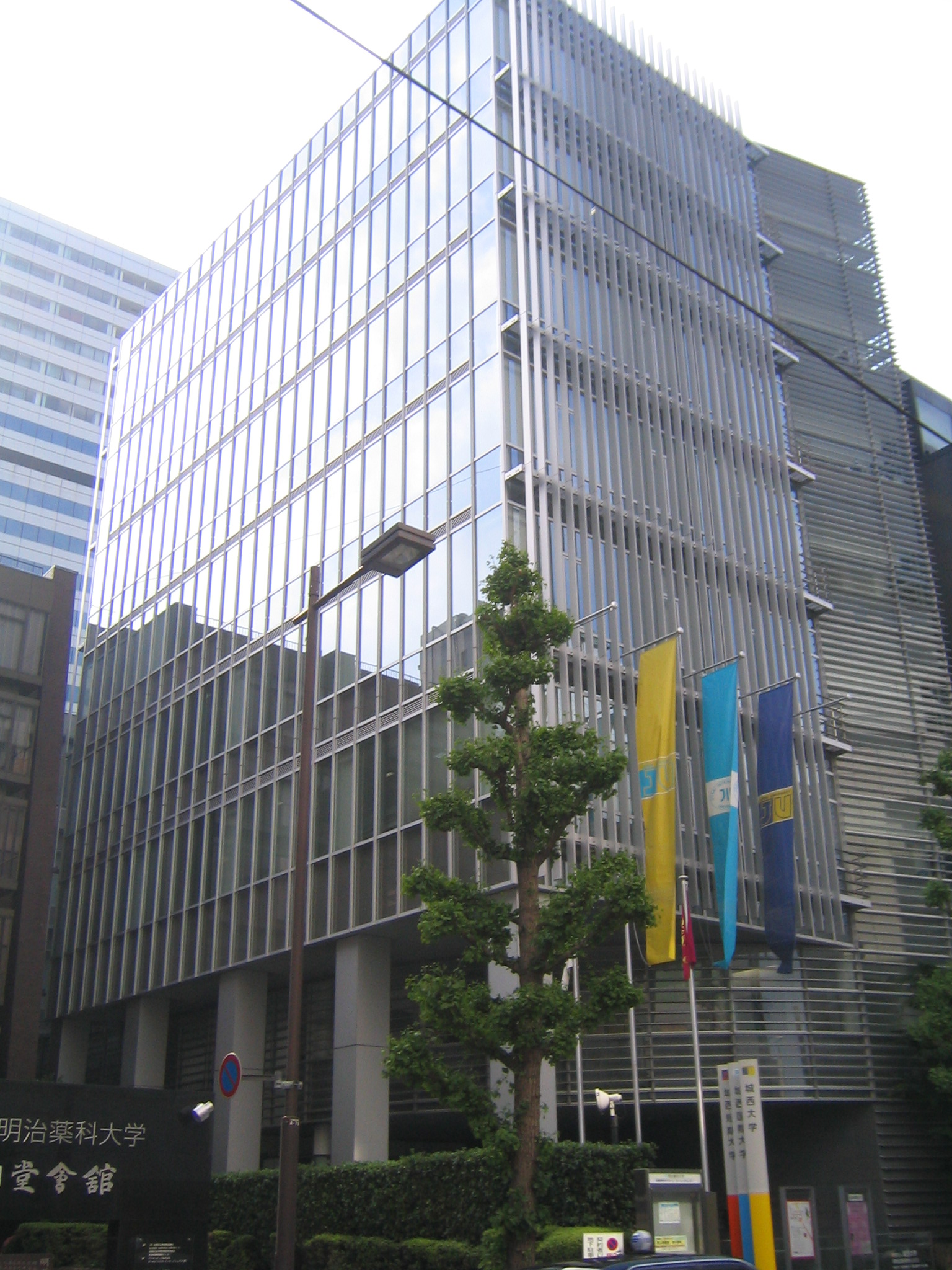
東京紀尾井町キャンパス

城西大学のキャンパスは、坂戸市けやき台1-1のみであったが、2005年に東京都千代田区に「東京紀尾井町キャンパス」を大学法人本部に併設している。これは、坂戸のキャンパス機能を補完・強化するという位置づけであり、城西国際大学、城西短期大学との共同利用となっている。
- 埼玉県坂戸市けやき台1-1

川角駅徒歩12分
高麗川駅シャトルバス約15分
城西大学の法人本部などを除く主な機能がある。2013年から、理学部数学科は坂戸キャンパスと東京紀尾井町キャンパスで講義を行うようになり、入学時に選んだキャンパスで4年間講義を受けられるようになった。2017年4月に、薬学部棟と水田三喜男記念館・同窓会館が新設された。
なお、隣接して明海大学歯学部（旧・城西歯科大学）が存在するが、別法人である。
- 学校法人城西大学東京紀尾井町キャンパス（東京都千代田区紀尾井町3-26）

麹町駅1番出口より徒歩3分
永田町駅9番出口より徒歩5分
赤坂見附駅弁慶口より徒歩8分
四ツ谷駅より徒歩10分

## 対外関係

### 系列校
- 城西国際大学
- 城西短期大学
- 学校法人城西学園
  - 城西大学附属城西中学校・高等学校
- 学校法人城西川越学園
  - 城西大学付属川越高等学校

### 海外姉妹校
留学先や留学生受け入れのため、欧米やアジア圏に複数の姉妹校を持つ。

### 生涯学習・地域連携
健康増進などで市民の生涯学習支援や地方自治体などとの地域連携を行っている。

#### 国内の他教育機関との協力
埼玉県内の他の大学群と「埼玉東上地域大学教育プラットフォーム（TJUP）」を設立している。

#### 地方自治体との連携協定
キャンパス所在地あるいはその近隣である埼玉県内の自治体（越生町・坂戸市・鶴ヶ島市・日高市・毛呂山町、ときがわ町）及び東京都千代田区と連携協定を結んでいる。
日本競輪選手権会埼玉支部、埼玉県県営競技事務所と相互協力・連携協定を2020年2月19日に連携協定を結んだ。

#### 企業との協定
メッツア（埼玉県飯能市）を運営するムーミン物語と地域・教育振興で連携協定を結んでいる。

## 附属学校
城西大学を設置する学校法人城西大学は、附属学校を設置していない。別法人による系属校は#系列校にまとめてあるため、必要な場合はそちらを参照されたい。

## ロケ地として
清光会館等を中心にドラマのロケーション撮影に使用されることがある。
- ある愛の詩 - 日本テレビ
- あすなろ白書 - フジテレビ（1993年）
- 正義は勝つ - フジテレビ（1995年）
- 輝く季節の中で - フジテレビ（1995年）
- 動物のお医者さん - テレビ朝日（2003年）
- 離婚弁護士スペシャル - フジテレビ（2005年）
- 不機嫌なジーン - フジテレビ（2005年）
- 汚れた舌 - TBS（2005年）
- 獣医ドリトル - TBS（2010年）
- グッドライフ〜ありがとう、パパ。さよなら〜 - フジテレビ（2011年）
- 陽はまた昇る - テレビ朝日（2011年）
- 蜜の味〜A Taste Of Honey〜 - フジテレビ（2011年）
- Wの悲劇 - テレビ朝日（2012年）
- 未来日記-ANOTHER:WORLD- - フジテレビ（2012年）
- ガリレオ シーズン2 - フジテレビ（2013年）
- 舟を編む - 映画（2013年）
- 若者たち2014 - フジテレビ（2014年）
- ヒガンバナ～女たちの犯罪ファイル - 日本テレビ（2014年）
- 仮面ライダードライブ - テレビ朝日（2014年-2015年）
- 劇場版 仮面ライダードライブ サプライズ・フューチャー - 映画（2015年）
- フラジャイル - フジテレビ（2016年）
- 下町ロケット - TBS（2018年）
- 初めて恋をした日に読む話 - TBS（2018年）
- 相棒 season18 - テレビ朝日（2019年）
- デジタル・タトゥー - NHK（2019年）
- サイン-法医学者 柚木貴志の事件- - テレビ朝日（2019年）
- BG～身辺警護人～ - テレビ朝日（2020年）
- 魔進戦隊キラメイジャー - テレビ朝日（2020年）
- 特捜9 season4 - テレビ朝日（2021年）
- 今ここにある危機とぼくの好感度について - NHK（2021年）
- うきわ -友達以上、不倫未満- - テレビ東京（2021年）
- 真夜中乙女戦争 - 映画（2022年）
- 消しゴムをくれた女子を好きになった。 - 日本テレビ（2022年）
- 紅さすライフ - 日本テレビ（2023年）
- 舟を編む 〜私、辞書つくります〜 - NHK BSプレミアム4K（2024年）
- アンチヒーロー - TBS（2024年）
- Destiny - テレビ朝日（2024年）
- スカイキャッスル - テレビ朝日（2024年）

その他
- 『西部警察』にも「城西大学」が登場するが、これは本記事の城西大学とは無関係である。

## 公式サイト
- 城西大学